# Les Lettres et les Arts
Pour l'ancienne revue, voir Les Lettres et les Arts (Paris).
 (novembre 2011).
Les Lettres et les Arts est une revue d'information culturelle francophone créée en 2009 à Bâle (Suisse) qui a paru à un rythme trimestriel jusqu'en été 2014. Sa publication s'accompagne d'articles hebdomadaires paraissant sur son site internet, accessibles à tous et complémentaires à la revue, qui vise à fournir régulièrement des billets critiques à ses lecteurs. La rédaction de la revue Les Lettres et les Arts est assurée par des professeurs universitaires comme par des étudiants.

## Histoire
L'association Les Lettres et les Arts, fondée en 2009 par Niklaus Manuel Güdel et Daniel Couty à Bâle, souhaitait à l’origine informer le public de l’axe Bâle-Jura-Neuchâtel de l’actualité littéraire et artistique. Depuis lors, elle a étendu aussi bien le champ de ses intérêts que son lectorat pour devenir une revue culturelle suisse romande adressée à un public suisse et international. 
La revue Les Lettres et les Arts œuvre en parallèle à plusieurs sociétés et organismes promouvant la culture française et francophone dans la région de Bâle, du Jura, de Neuchâtel et d'Alsace depuis plus d'un siècle. Son premier numéro date de "mai-juin 2009" ; la revue a paru régulièrement sous forme électronique avant de bénéficier de soutiens financiers qui ont permis son lancement sur papier en juillet 2011. Les huit premiers numéros dont la parution n’a été qu’électronique sont accessibles sur le site de la revue.
En mai 2011, elle adopte un nouveau sous-titre « Cahiers suisses de critique littéraire et artistique », en vue de sa sortie papier. En juillet 2011, le neuvième numéro de la revue paraît sur 128 pages en couleur, avec couverture à rabats et impression à chaud de son logo. Son dossier, consacré au peintre Odilon Redon et dirigé par la rédactrice en chef adjointe Diane Antille, est composé d’articles signés par Dominique de Font-Réaulx, Pierre Vaisse, Laurence Danguy, Yves Guignard, Marion Lutz ou encore Niklaus Manuel Güdel. La Carte blanche est laissée à l’écrivain Étienne Barilier. Le numéro 10, quant à lui, est sorti au début du mois d'octobre 2011 et présente un grand entretien exclusif avec Mario Botta ainsi qu'un dossier sur Alexandre Soljénitsyne, laissant Carte blanche à Philippe Forest. 

## Politique éditoriale
La revue, articulée en trois parties – "les lettres", "le dossier" et "les arts" – souhaite proposer à son lectorat des comptes-rendus d’expositions et de livres, mais aussi une partie plus exigeante, plus scientifique, consacrée, à chaque parution, en alternance, à un peintre ou à un écrivain. Le lecteur y trouve des articles de fond, rédigés par des spécialistes reconnus. Allier l’aspect scientifique à la forme d’un magazine populaire est un pari inédit : l’objectif est de montrer au public quelle est l’actualité de la recherche universitaire autour d’un sujet et de la lui rendre accessible. 
Pour les expositions comme pour les livres, la restriction à un genre précis n’est pas de mise : comptes-rendus de romans, de recueils poétiques, de biographies, d’ouvrages d’exégèse et d’essais (historiques, philosophiques, littéraires, d’actualité, etc.) se côtoient dans la partie consacrée aux lettres, tandis que la section réservée aux arts accueille les critiques d’expositions de peinture, de sculpture, de sujets historiques ou de thèmes généraux.
La richesse du contenu de la revue se fonde sur la grande diversité de chaque numéro. On découvre, outre la cohabitation entre arts plastiques et littérature, autant de billets attachés à une tradition critique que de textes créatifs. Ainsi, la rubrique Carte blanche, accueille ainsi, autour de sujets libres, auteurs et artistes tels que Stéphane Lambert, Charles Dantzig ou encore Pierre Péju. D'autre part, une section, Casa di cultura, est consacrée à un lieu patrimonial et culturel.
Bien que les sujets traités soient de nature diverse et que les rédacteurs proviennent d’horizons variés, Les Lettres et les Arts veut défendre un regard proprement romand sur l’actualité muséale et littéraire d’Europe. Alors que la plupart des médias du même marché s’attachent à un système centraliste gravitant autour de Paris, la revue s’efforce de garder un point de vue propre et unique. C’est pourquoi elle accorde autant d’importance aux grandes manifestations parisiennes qu’à des manifestations plus locales de Suisse romande.

## Un tremplin pour de jeunes critiques
La revue des Lettres et des Arts s’attache à défendre une vision à la fois jeune et exigeante de l’actualité éditoriale et muséale de Suisse, de France et d’ailleurs, et met un point d’honneur à accorder dans chacune de ses parutions une part importante aux jeunes plumes, leur permettant ainsi de côtoyer des écrivains et des professeurs de renom. La revue se veut de la sorte un tremplin pour le débutant et un lieu de partage pour les contributeurs dont la réputation n’est plus à faire. Elle voudrait être un lieu de brassage des générations, permettant à de jeunes rédacteurs de côtoyer divers spécialistes, tels que Alain Rey, Pierre Assouline, Loris Petris, Robert Kopp, par exemple.

## Contenu

### Les Lettres
- Propos d'auteur : dans cette rubrique, Les Lettres et les Arts recueille pour ses lecteurs des écrivains et artistes de renom (dans le numéro 10), un entretien exclusif avec Mario Botta. La rubrique est également présente en ligne sous une forme plus concise, Trois questions.
- Lettres d'ici, une rubrique qui rassemble des critiques sur la production littéraire suisse et francophone de manière générale.
- Lettres d'ailleurs : parce que la littérature est plurielle, Les Lettres et les Arts se propose d’explorer les écrits d’autres horizons.
- Les idées et les hommes, rassemblant des essais, qui vise à ouvrir les portes du futur et soulève, parfois, des polémiques.
- Carte blanche vise à publier des œuvres inédites d'écrivains ou d'artistes.

### Le dossier
Consacré à Alexandre Soljenitsyne dans le numéro 10, le dossier consacre plusieurs articles à un artiste, écrits par des personnalités, sur divers aspects de son œuvre.

### Les Arts
- Le Contemporain
- En Suisse : soucieux de ne pas renier ses racines, Les Lettres et les Arts se penche dans cette rubrique sur des expositions suisses.
- A l'étranger : la revue se veut internationale, c'est pourquoi tout une rubrique est consacrée à l'actualité artistique du monde entier.
- Histoires et autres histoires se focalise sur des expositions historiques.
- Livres d'art
- Casa di Cultura : cette rubrique, consacrée à un lieu patrimonial et culturel, se concentre sur une exposition de la Fondation Burkhardt-Felder dans le numéro 10, L'art aborigène à Môtiers (NE).
- Jeunes Auteurs : cette rubrique, présente uniquement en ligne, se focalise sur les conteurs de demain.

## La rédaction
- Directeur : Niklaus Manuel Güdel
- Directeur administratif : Yves Guignard
- Rédactrice en chef (2012-2013): Livia Lüthi
- Rédactrice en chef (Arts, 2013-2014) : Diane Antille
- Rédacteur en chef (Lettres, 2013-2014) : Renato Weber
- Coordination éditoriale : Nathalie Dahn
- Directrice artistique : Noémie Schaller
- Comité de rédaction : Delphine Burghgraeve, Anne Cadin, Nathalie Dahn (également responsable des relations avec les rédacteurs), Marie Minger (également responsable de la correction).
- Comité de soutien : Dominique de Font-Réaulx (Musée du Louvre), Robert Kopp (Université de Bâle), Pascal Griener (Université de Neuchâtel) et Loris Petris (Université de Neuchâtel).
- Service éditorial : Julie Schneider et Marie Clin (conception graphique et mise en page) et Leandro Suarez (Webmestre).